# Magnolia (Delaware)
Magnolia es un pueblo ubicado en el condado de Kent en el estado estadounidense de Delaware. En el año 2000 tenía una población de 226 habitantes y una densidad poblacional de 436.29 personas por km².

## Geografía
Magnolia se encuentra ubicado en las coordenadas 39°4′12″N 75°28′35″O / 39.07000, -75.47639.

## Demografía
Según la Oficina del Censo en 2000 los ingresos medios por hogar en la localidad eran de $39,917, y los ingresos medios por familia eran $45,000. Los hombres tenían unos ingresos medios de $36,250 frente a los $20,417 para las mujeres. La renta per cápita para la localidad era de $17,001. Alrededor del 11% de la población estaban por debajo del umbral de pobreza.

## Localidades adyacentes
Diagrama de las localidades a un radio de 16 km a la redonda de Magnolia.